# آران‌ای پلی‌مراز
آران‌ای پلی‌مراز (انگلیسی: RNA polymerase) آنزیمی است که mRNA را از روی یک الگوی دی‌ان‌ای رونویسی می‌کند. این آنزیم پروتئینی است. سلول‌های پروکاریوتی فقط یک نوع آنزیم RNA پلی‌مراز دارند.(دارای زیرواحد های مختلفی است که زیر واحد بتای آن دارای مهمترین فعالیت کاتالیتیکی است.)
در سلول‌های یوکاریوتی سه نوع آنزیم RNA پلی‌مراز یافت شده‌است که آن‌ها را با علامت‌های I و II و III مشخص می‌کنند.
- آران‌ای پلی‌مراز I فقط رونویسی ژن‌های rRNA را انجام می‌دهد.(به جز 5s rRNA)
- آران‌ای پلی‌مراز II رونویسی پیشسازهای mRNAها و نیز برخی از RNAهای کوچک را انجام می‌دهد.
- آران‌ای پلی‌مراز III رونویسی ژن‌های tRNA و نیز برخی از RNAهای کوچک(مثل 5s rRNA) را کاتالیز می‌کند.

## مراحل رونویسی
- مرحلهٔ ۱: رونویسی با اتصال RNA پلی‌مراز II به قسمتی از ژن به نام راه انداز ژن (promoter) شروع می‌شود. راه انداز، توالی نوکلئوتیدی خاصی از یک رشته DNA است که به RNA پلی‌مراز امکان می‌دهد رونویسی را از محل صحیح آغاز کند و مثلاً این کار را از وسط ژن شروع نکند. راه‌اندازی در نزدیکی جایگاه آغاز رونویسی (initiation site) قرار دارد. جایگاه آغاز رونویسی، به اولین نوکلئوتیدی از DNA گفته می‌شود که رونویسی می‌شود.راه انداز رونویسی نمی‌شود.
- مرحلهٔ ۲: RNA پلی‌مراز دو رشتهٔ DNA را از یکدیگر باز می‌کند.
- مرحلهٔ ۳: RNA پلی‌مراز هم چون قطاری که روی ریل حرکت می‌کند، در طول نوکلئوتیدهای DNA به حرکت در می‌آید و در مقابل هر یک از دئوکسی ریبونوکلئوتیدهای DNA، ریبونوکلئوتید مکمل را قرار می‌دهد و به علاوه، هر ریبونوکلئوتید جدید را به ریبونوکلئوتید قبلی با پیوند فسفو دی استر وصل می‌کند. در رونویسی نیز از همان قوانین جفت شدن بازها که در همانندسازی DNA به کار می‌رود، استفاده می‌شود. تنها تفاوت این است که در مقابل دئوکسی ریبو نوکلئوتید A (آدنین دار) در DNA، ریبونوکلئوتید U (یوراسیل دار) در RNA قرار می‌گیرد.
- مرحلهٔ ۴: RNA پلی‌مراز، DNA و mRNA تازه ساخته شده، پس از رونویسی جایگاه پایان رونویسی (termination site)، از یکدیگر جدا می‌شوند و مولکول mRNA برای مرحله بعدی یعنی ترجمه، آزاد می‌شود.
- توجه شود که آر آن آ پلی مراز دارای ویژگی های هلیکازی، توپوایزومرازی و پریمازی و فاقد ویژگی ویرایش(proof reading) است.